# Dan Duryea
Dan Duryea (White Plains, Nueva York; 23 de enero de 1907 - Hollywood, California; 7 de junio de 1968) fue un actor cinematográfico y televisivo estadounidense. Se dio a conocer en Broadway en las obras Dead End y The Little Foxes, donde interpretaba a Leo Hubbard. Se trasladó a Hollywood en 1940 para interpretar ese mismo papel en la adaptación cinematográfica de la obra.
En el cine se especializó en papeles secundarios que se usaban como contraste, usualmente personajes de carácter inmaduro. Así, apareció en películas como The Pride of the Yankees (El orgullo del club de los Yanquis). Según iba progresando, interpretó a villanos violentos pero aun así atractivos, en películas del cine negro de los años cuarenta. Entre sus trabajos dicha época pueden mencionarse Scarlet Street (Perversidad), The Woman in the Window (La mujer del cuadro), Criss Cross (El abrazo de la muerte) y Black Angel. 
En los años cincuenta, Duryea pasó la mayor parte del tiempo trabajando para la televisión y en algunos westerns. Entre ellos, participó como estrella invitada en El virginiano, en el sexto episodio de la quinta temporada (5x06) "The Challenge". Otros papeles suyos notables fueron en Winchester '73 (1950), La última bala (1957) y El vuelo del Fénix (1965). También apareció en unos de los primeros episodios de Twilight Zone en 1959, el titulado "Mr. Denton on Doomsday", escrito por Rod Serling, en el episodio "Dateline" de la tercera temporada de la serie Combate! y en el episodio "Logan's treasure" de la famosa serie Bonanza, donde interpretaba al señor Logan, un convicto alojado en la Ponderosa, el hogar de los Cartwright.
Se casó en 1932 con Helen Bryan. El matrimonio duró hasta la muerte de ella en 1967. Tuvieron dos hijos, Peter Duryea, que trabajó durante un tiempo como actor, y Richard. Duryea falleció en 1968, a causa de un cáncer. Está enterrado en el cementerio Forest Lawn Hollywood Hills de Los Ángeles, California.

## Filmografía
- Ball of Fire (Bola de fuego) (1941)
- The Little Foxes (La loba) (1941)
- The Pride of the Yankees (El orgullo del club de los Yanquis) (1942)
- That Other Woman (1942)
- Sahara (1943)
- Ministry of Fear (El ministerio del miedo) (1944)
- Mrs. Parkington (La señora Parkington) (1944)
- The Woman in the Window (La mujer del cuadro) (1944)
- None But the Lonely Herat (Un corazón en peligro) (1944)
- Man from Frisco (1944)
- Scarlet Street (Perversidad) (1945)
- Lady on a Train (La dama del tren) (1945)
- Along Came Jones (El caballero del Oeste) (1945)
- The Valley of Decision (El valle del destino) (1945)
- The Great Flamarion (1945)
- Main Street After Dark (1945)
- White Tie and Tails (1946)
- Black Angel (1946)
- Larceny (Aves de rapiña) (1948)
- River Lady (1948)
- Another Part of the Forest (1948)
- Black Bart (1948)
- Johnny Stool Pigeon (1949)
- Too Late for Tears (1949) reestrenada como Killer Bait en 1955
- Manhandled (1949)
- Criss Cross (El abrazo de la muerte) (1949)
- The Underworld Story (1950)
- Winchester '73 (1950)
- One Way Street (Murallas de silencio) (1950)
- Al Jennings of Oklahoma (1951)
- Chicago Calling (1952)
- Terror Street (1953)
- Sky Commando (1953)
- Thunder Bay (Bahía negra) (1953)
- This Is My Love (1954)
- Silver Lode (1954)
- Rails Into Laramie (1954)
- Ride Clear of Diablo (1954)
- World for Ransom (1954)
- Storm Fear (1955)
- The Marauders (1955)
- Foxfire (1955)
- Battle Hymn (Himno de batalla) (1956)
- Slaughter on Tenth Avenue (Matanza en la décima avenida) (1957)
- Night Passage (La última bala) (1957)
- The Burglar (1957)
- Kathy O' (1958)
- Gundown at Sandoval (1959)
- Platinum High School (1960)
- Six Black Horses (1962)
- Taggart (1964)
- Do You Know This Voice? (1964)
- He Rides Tall (1964)
- Bonanza (Logan's Treasure) S06E05 (1964)
- El vuelo del Fénix (1965)
- The Bounty Killer (1965)
- Walk a Tightrope (1965)
- Incident at Phantom Hill (1966)
- Un Fiume di dollari (1966)
- Five Golden Dragons (Cinco dragones de oro) (1967)
- Stranger on the run (Un extraño en el camino, 1967)
- The Bamboo Saucer (1968)